# Lateralmärke
| Babord, latteralmärket enligt System A. |  | Styrbord, latteralmärket enligt System A. |
| Babord, latteralmärket enligt System A. |  | Styrbord, latteralmärket enligt System A. |

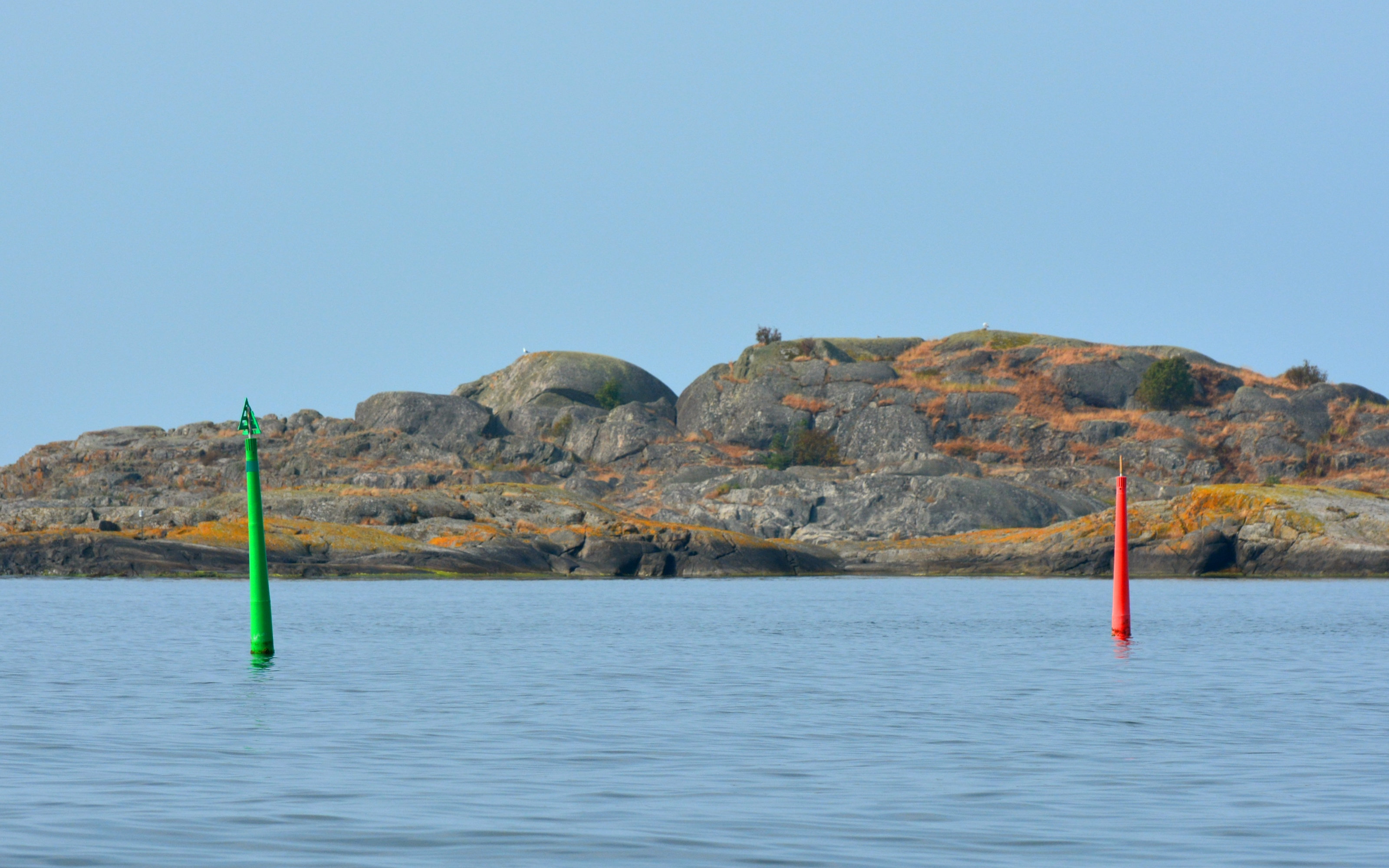
Två lateralprickar som markerar farleden genom Galthålet mellan Landsort och Torö. Farleden går från vänster till höger mellan prickarna, bortom styrbordspricken till vänster i bilden och hitom babordspricken till höger.

Ett lateralmärke är ett sjömärke som märker ut gränsen för en farled. De är placerade på styrbords respektive babords sida om farleden i farledens utmärkningsriktning.
Utmärkningsriktningen står angiven i sjökortet och är regelmässigt från hav in mot hamn eller uppströms en flod. Regeln gäller inte alltid bokstavligen: till exempel på Östersjön räknas farlederna i huvudsak leda i riktning från Skagerrak mot Bottenviken och mot S:t Petersburg.
Lateralmärken kan vara antingen flytande sjömärken som prickar och bojar eller fasta randmärken.

## Två system
Det finns två olika system för lateralmärken:
- System A används i Europa (inklusive Sverige[4]), Afrika, Australien, Nya Zeeland och Asien utom Taiwan, Filippinerna, Japan och Korea. I System A är babordsmärkena röda och styrbordsmärkena gröna.[1]
- System B används i Nordamerika, Centralamerika, Sydamerika, Taiwan, Filippinerna, Japan och Korea. I System B är babordsmärkena gröna och styrbordsmärkena röda.

Gemensamt för båda systemen är att babordsmärken har plan topp medan styrbordsmärken har spetsig topp, i den mån toppmärken används.